# Collège Esther-Blondin
Le Collège Esther-Blondin est un établissement d'éducation privé québécois situé à Saint-Jacques dans la municipalité régionale de comté de Montcalm (région de Lanaudière). Le collège fait partie de nombreuses organisations dont celui des Écoles Vertes Brundtland. 
Le collège offre le programme d'éducation internationale (PEI). Il est nommé en l'honneur de Marie-Anne Blondin, née Esther, fondatrice des sœurs de Sainte-Anne.
Il est membre de la Fédération des établissements d'enseignement privés du Québec.